# Antolín Alcaraz
Antolín Alcaraz Viveros (* 30. července 1982, San Roque González, Paraguay) je paraguayský profesionální fotbalista, který hraje jako střední obránce za Club Olimpia, kde hraje od roku 2019. Předtím hrál v Anglii (Everton FC), Belgii (Club Brugge KV) nebo Itálii (ACF Fiorentina). Reprezentoval Paraguay, za který odehrál 23 utkání a 2× skóroval. Byl na Copa América 2011 v Argentině, kde prohráli ve finále s Uruguayí. V roce 2012 reprezentační kariéru ukončil.